# 民主文学
『民主文学』（みんしゅぶんがく）は、日本民主主義文学会発行の月刊文芸雑誌。

## 概要
1965年、日本民主主義文学同盟の創立とともに創刊された。12月号が創刊号である。以後、毎月刊行を続け、民主主義文学の創造・批評の拠点となっている。当初は新日本出版社が発行元であったが、1993年から日本民主主義文学会の発行に変更された。
日本民主主義文学会の会員・準会員には個別で配付され、その価格も会費に含まれている。
歴代編集長は、日本民主主義文学会の項目を参照。

## 民主文学新人賞
1995年から、民主文学新人賞を設置し、新人の発掘を試みている。1995年の第1回から2013年の第10回までは隔年開催であったが、第11回からは毎年開催に変更された。受賞作は（佳作もふくめて）『民主文学』に掲載される。
歴代受賞者は以下のとおり。
- 第1回　1995年　佐田暢子「夕映えに立つ」
- 第2回　1997年　旭爪あかね「冷たい夏」
- 第3回　1999年　該当者なし
- 第4回　2001年　渥美二郎「ゴール・タッチ」
- 第5回　2003年　横田昌則「夜、やがて朝」
- 第6回　2005年　秋元いずみ「銀の鳥」
- 第7回　2007年　かなれ佳織「回転釜はラルゴで」
- 第8回　2009年　該当者なし
- 第9回　2011年　たなかもとじ「顔」
- 第10回 2013年　笹本敦史「ユニオン!」
- 第11回 2014年　竹内七奈「せつなげな手」
- 第12回 2015年　木曽ひかる「月明りの公園で」
- 第13回 2016年　岩崎明日香「角煮とマルクス」
- 第14回 2017年　該当者なし
- 第15回 2018年　田本真啓「バードウォッチング」
- 第16回 2019年　秋吉知弘「まんまんちゃん」
- 第17回 2020年　宮越信久「孤高の人」
- 第18回 2021年　杉山成子「誰もこの涙に気づかない」
- 第19回 2022年　上村ユタカ「なに食べたい？」
- 第20回 2023年　清水春衣「Jの子」
- 第21回 2024年　該当者なし
- 第22回 2025年　齊藤航希「タキオンのころ」

## 支部誌・同人誌推薦作
日本民主主義文学会が全国に支部を展開していることから、『民主文学』誌では、1965年の創刊当時から、毎号〈支部誌・同人誌評（以前はサークル誌評といっていた時期もある）〉のコーナーを設けて、日本全国の文学会の支部誌、文学同人誌、労働組合などのサークル誌の作品批評をおこなっている。
1971年からは、毎年1回、〈支部誌・同人誌推薦作〉の企画をおこない、その1年間に発行された支部誌や同人誌の発行元から推薦された作品を選考し、すぐれた作品をいくつか『民主文学』誌上に転載するようにしている。優秀作をだした支部や同人は表彰される。毎年12月号（11月初旬に発売される）が、その発表号にあてられる。
2008年限りで、文藝春秋の発行する『文学界』が同人雑誌評から撤退した（引き継いだ『三田文学』は季刊誌）こともあって、月刊文芸雑誌で同人誌評をおこなっている貴重な存在となっている。